# T J Overlanders
T J Overlanders ist ein britisches Unternehmen im Bereich Automobile und ehemaliger Automobilhersteller.

## Unternehmensgeschichte
Trevor Gash gründete das Unternehmen in Liskeard in der Grafschaft Cornwall als Autohandel. 1985 begann er mit der Produktion von Automobilen und Kits. Der Markenname lautete Overlander. 1992 endete die Produktion. Insgesamt entstanden etwa 60 Exemplare. Als Gebrauchtwagenhändler ist das Unternehmen noch aktiv.

## Fahrzeuge
Im Angebot stand nur ein Modell. Das Fahrzeug basierte auf der Citroën Dyane und war leicht geländegängig. Eine Quelle beschreibt das Aussehen als schrullig.